# Liopholidophis varius
Liopholidophis varius — вид змій родини Pseudoxyrhophiidae. Ендемік Мадагаскару.

## Поширення і екологія
Liopholidophis varius мешкають на сході Мадагаскару, зокрема в районі озера Алаотра. Вони живуть на відкритих ділянках поблизу води, трапляються на рисових полях. Ведуть напівводний спосіб життя.